# Rhabdamia clupeiformis
A Rhabdamia clupeiformis a sugarasúszójú halak (Actinopterygii) osztályához a sügéralakúak (Perciformes) rendjéhez, ezen belül a kardinálishal-félék (Apogonidae) családjához tartozó faj.

## Előfordulása
A Rhabdamia clupeiformis a Csendes-óceán nyugati részének a középső szakaszánál található meg, Indonézia vizeiben.

## Életmódja
Ez a trópusi, tengeri kardinálishal, a korallzátonyokon él.